# Baerwaldbad
La Baerwaldbad (connue aussi sous le nom de Stadtbad Kreuzberg) est une piscine située à Berlin, en Allemagne, ouverte en 1901.

## Localisation
Le bâtiment est situé dans le quartier de Berlin-Kreuzberg.

## Galerie

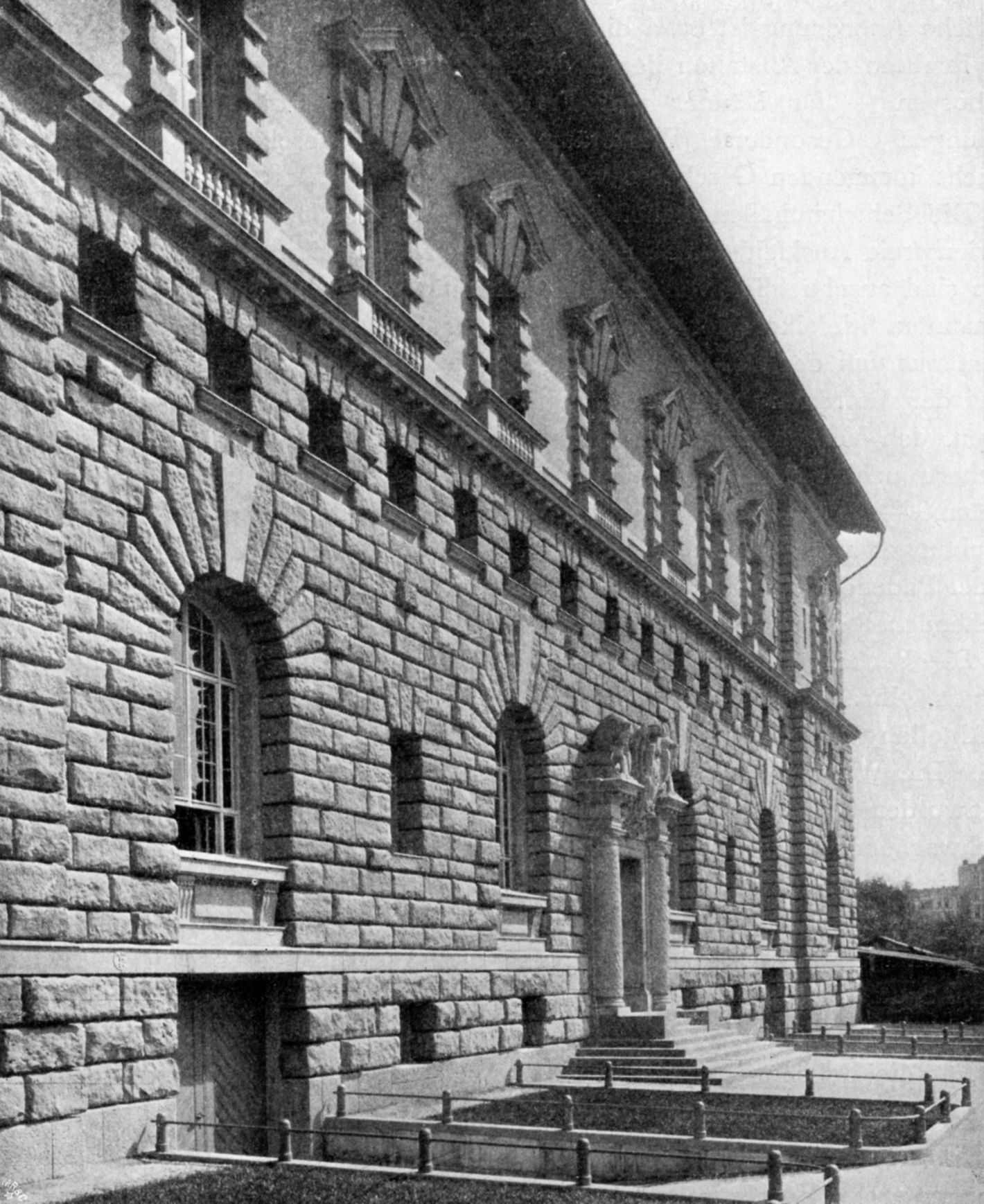
La façade en 1906.
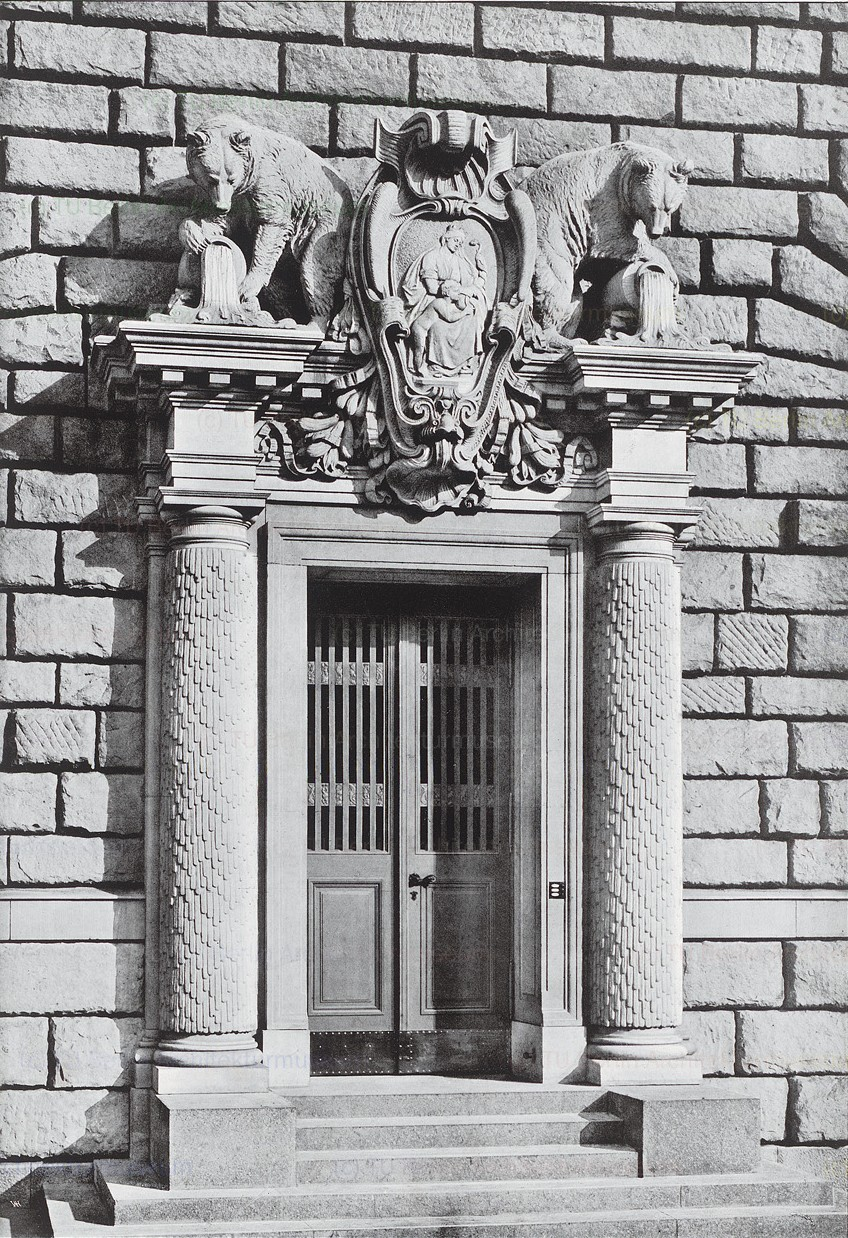
Porte d'entrée vers 1900.
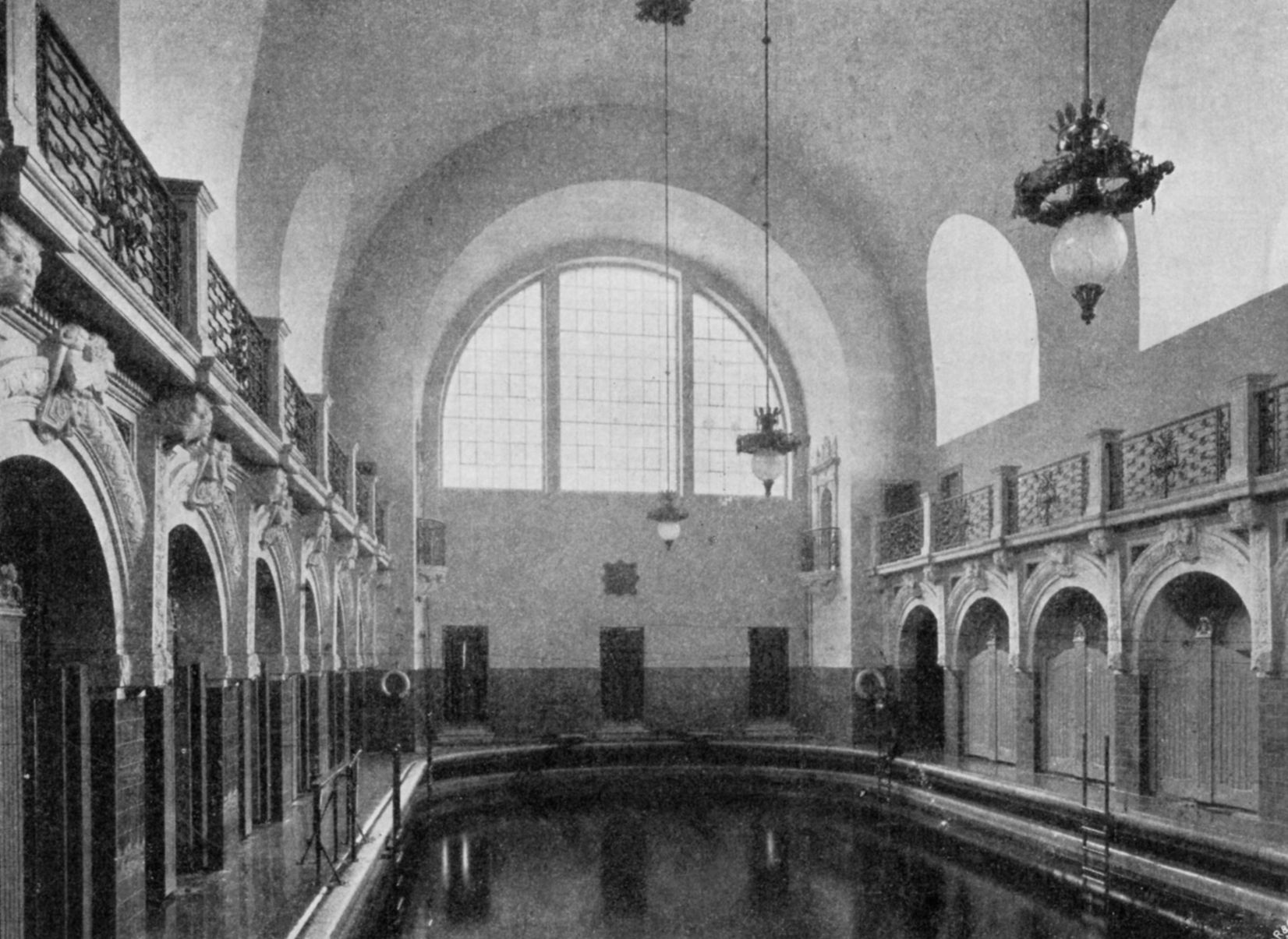
La piscine en 1906.

## Sources
- (de) Cet article est partiellement ou en totalité issu de l’article de Wikipédia en allemand intitulé « Baerwaldbad » (voir la liste des auteurs).